# امپراتور کوبون
امپراتور کوبون (به ژاپنی: 弘文天皇 Kōbun)؛ زاده ۶۴۸، درگذشته ۲۱ اوت ۰۶۷۲)، سی و نهمین امپراتور ژاپن بود. او تنها چند ماه در طی ۶۷۱–۶۷۲ سلطنت کرد. قبل از رسیدن به سلطنت شاهزاده اوتومو (大友皇子, Ōtomo no ōji) نام داشت.
مورخان معاصر اکنون سلطنت امپراتور کوبون را بین دوران سلطنت امپراتور تنجی و امپراتور تنمو قرار می‌دهند. اما نیهونگی، گوکانشا و جیننو شوتوکی این سلطنت را تشخیص نمی‌دهند.
در سال دهم تنجی، در ماه یازدهم (۶۷۱): پدر او، امپراتور تنجی، در دهمین سال سلطنت خود (天 智 天皇 十年)، درگذشت. و علیرغم برخوردهای نظامی که در پی داشت، برادر امپراتور مرده، امپراتور تنمو جانشین وی شد.
در طول شورش جینشین، برادر امپراتور تنجی، شاهزاده اوآما (امپراتور تنمو)، کنترل سلطنت را بر عهده گرفت، و پس از آن امپراتور کوبون خودکشی کرد. برای قرن‌ها، شاهزاده بدبخت اوتومو، بخشی از نظام سنتی جانشینی قلمداد نمی‌شد.